# Paolo Spalla
Paolo Spalla (Valenza, 1935 – Valenza, 24 luglio 2010) è stato uno scultore e orafo italiano.
Intraprese l'attività di orafo nel 1960, cominciando poco dopo ad approcciarsi alla scultura. Soprattutto come scultore manifestò lo stretto legame che lo legava alla sua terra e al fiume Po, sia in fatto di soggetti artistici che di materiali utilizzati (pietra, sassi e ciottoli in particolare). Partecipò negli anni ad importanti premi ed esposizioni collettive, fra le quali si ricorda in particolare quella tenuta nel 1993 presso la Fortezza da Basso di Firenze, a cui parteciparono anche Giacomo Manzù, Afro, Giuseppe Capogrossi e Pietro Consagra.
Alcune sue opere sono conservate presso il Museo per l'oreficeria contemporanea (MOC) di Sartirana.